# Convolvulus aleppensis
Convolvulus aleppensis är en vindeväxtart som beskrevs av Sa'ad. Convolvulus aleppensis ingår i släktet vindor, och familjen vindeväxter. Inga underarter finns listade i Catalogue of Life.